# Wormaldia nigrorosea
Wormaldia nigrorosea är en nattsländeart som beskrevs av Schmid 1991. Wormaldia nigrorosea ingår i släktet Wormaldia och familjen stengömmenattsländor. Inga underarter finns listade i Catalogue of Life.